# Antonija Mesina
Antonia Mesina (Orgosolo, Sardinija, 21. lipnja 1919. – Orgosolo, 17. svibnja 1935.), talijanska blaženica, mučenica in defensum castitatis (»u obrani čednosti«).
Rodila se u obitelji sa sela na otoku Sardiniji. Bila je drugo od desetero djece policajca Agostina Mesine i Grazie Rubanu. Završila je četiri razreda osnovne škole, nakon čega je prekinula naobrazbu jer se morala brinuti za nepokretnu majku Graziju. Već je s 10 godina bila članica Katoličke akcije i poticala druge na uključeivanje. Kao šesnaestogodišnjakinju napao ju je maloljetnik Ignazio Catigu, koji ju je želio silovati. U otporu napadaču zatučena je sa 74 udarca kamenom te je ubrzo podlegla ozljedama (smrskana joj je lubanja) i preminula. Pet mjeseci nakon smrti, članica Katoličke akcije Armida Barelli posjetila je papu Pia XI. i upoznala ga s Antonijim djelovanjem u Katoličkoj akciji i okolnostima smrti. Catigu je dvije godine nakon napada osuđen na kaznu streljanja. Papa Ivan Pavao II. proglasio ju je blaženom 4. listopada 1987., zajedno s Marcelom Callom i Pierinum Morosini.

## Vanjske poveznice
|  | Zajednički poslužitelj ima još gradiva o temi Antonia Mesina |